# Woodcrest (Californie)
Woodcrest est une census-designated place du comté de Riverside, dans l'État de Californie, aux États-Unis,. En 2020, elle compte une population de 15 378 habitants.